# 盧森堡的約翰·海因里希
盧森堡的約翰·海因里希（德語：Johann Heinrich von Luxemburg，1322年2月12日—1375年11月12日），摩拉維亞藩侯和盧森堡伯爵，1349年至1375年在位。
約翰·海因里希的父親是神聖羅馬皇帝亨利七世的長子，母親是波希米亞國王溫塞斯拉斯二世的女兒。1346年約翰·海因里希的哥哥被選為羅馬人的國王（即德意志國王），隨後於1349年將約翰·海因里希封為摩拉維亞藩侯。

## 家庭
1353年，約翰·海因里希與奧帕瓦的瑪格麗特結婚，兩人共有2子2女：
1. 凱瑟琳（1353年—1378年）
2. 約布斯特（1354年—1411年）
3. 伊莉莎白（英语：Elisabeth of Moravia）（1355年—1400年）
4. 約翰·索比斯勞斯（英语：John Sobieslaw of Moravia）（1352年—1380年）